# Dev-C++
Dev-C++ je svobodné vývojové prostředí vyvinuté společností Bloodshed software pro C a C++. Je určeno pro operační systém MS Windows a jako překladač používá MinGW, klon GCC. Dev-C++ je také možné používat spolu s prostředím Cygwin nebo jinými překladači založenými na GCC.
Dev-C++ začal programovat Colin Laplace. Bylo vytvořeno pomocí Delphi. Projekt sponzoruje SourceForge.
Pro rozšíření svých možností nabízí toto vývojové prostředí balíčky zvané DevPack. Pomocí nich je možné Dev-C++ rozšířit o nové knihovny nebo nástroje. V současné době je k dispozici přibližně 500 MiB těchto balíčků, které obsahují šablony, knihovny pro vývoj audia, počítačových her a jiné utility.
DevPak často obsahuje nástroje pro GUI, včetně populárních toolkitů jako GTK+, wxWidgets a FLTK.

## Vývoj
Původní projekt se zdá být mrtvý, jelikož již několik let nebyla vydána ani oznámena žádná nová verze. Jiný tým však použil Dev-C++ IDE a přidal mnoho nových vlastností, např. podporu více kompilátorů a RAD designér pro wxWidgets aplikace. Tento fork se jmenuje wxDev-C++.
Další živý fork datovaný 2011–2015 se jmenuje Orwell Dev-C++ a vypadá nadějně; obsahuje už i podporu 64bitového prostředí.